# Laboratoire d'astronomie de Lille
Le laboratoire d'astronomie de Lille (LAL) est un laboratoire de recherche portant la référence UMR 8028.

## Structure
Le laboratoire dépend de l'Institut de mécanique céleste et de calcul des éphémérides (IMCCE) qui dépend lui-même du Centre national de la recherche scientifique (CNRS).
Il fait partie de l'Université Lille I et a pour locaux l'observatoire de Lille.

## Recherche

### Thèmes de recherche
Les thèmes de recherche du laboratoire sont orientés autour de quatre axes principaux :
- Les débris spatiaux issus de satellites artificiels
- Les satellites naturels et anneaux des géantes gazeuses de notre système
- Les objets spatiaux lointains du système solaire (Objets transneptuniens et nuage d'Oort)
- Les détection d'exoplanètes par la méthode des transits

### Directeurs du laboratoire
- Charles Gallissot (1934 - 1952)[2]
- Vladimir Kourganoff (1952 - 1962)
- Pierre Bacchus (1962 - 1986)
- Luc Duriez (1986 - 1989)
- Irène Stellmacher (1989 - 2007)
- Alain Vienne (2007 - )